# Моторний човен
Моторний човен — маломірне судно, обладнане підвісним мотором. Наявність саме підвісного мотора є єдиною кваліфікаційною ознакою у визначенні та відрізняє «моторний човен» від «катера» (двигун на якому встановлено стаціонарно), незалежно від потужності й зовнішнього вигляду маломірного судна.
Моторні човни застосовуються для транспортних, господарських, туристичних, розважальних, і спортивних цілей, застосовуються під час проведення рятувальних робіт, риболовлі, патрулювання водойм, полювання.
Моторні човни складають основу маломірного флоту.

## Історія виникнення

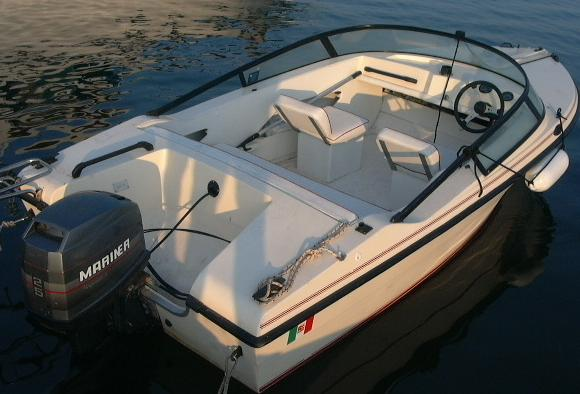
Моторний човен

Спроби встановити на гребні човни паровий чи бензиновий двигун вживались уже у XIX столітті. 1904 року Ол Евенруд створив перший підвісний мотор, а у 1905 році — розпочав їх серійний випуск у США. У наступні роки у США та інших країнах було розпочато масовий випуск моторів і човнів, спеціально розрахованих для експлуатації з підвісним мотором.

## Особливості конструкції
З боків (бортів) більшості моторних човнів є пристрої для весел, що дозволяє здійснювати повільні (або безшумні) переміщення, а також рухатись у разі відмови двигуна.
Місце кріплення мотора до човна — транець — є плоскою вертикальною стінкою (борт) завтовшки 1—3 см у задній частині (кормі) судна, висотою близько 30—50 см над поверхнею води й 10—20 см під водою. Ширина транця залежно від класу й ширини судна становить від 30—50 см до 1 метра, на широкий транець великого човна можна встановити одночасно два мотори (з'єднавши їх тягами для синхронного керування чи керуючи одночасно правою та лівою руками). Поблизу транця праворуч і ліворуч передбачені сидіння для водія (рульового). На великих човнах керування може бути виведено у передню частину судна.
Мотор «надягається» зверху скобами кріплення на транець та закріплюється (прижимається) гвинтами аналогічно до струбцини. Розміри моторів (принаймні одного класу потужності) та їхнє керування практично стандартизовані, то більшість човнів і моторів є сумісними.
Гребні гвинти на моторах швидкознімні, та існують різного кроку й діаметра, що дозволяє швидко переставляти їх при пошкодженнях або для зміни характеристик приводу («швидкість чи тяга»).

## Переваги й недоліки
Моторні човни мають широку популярність у всьому світі, що зумовлено їх перевагою:
- Відносно невелика вартість у порівнянні з іншими видами маломірних суден (катери, яхти);
- Проста конструкція і нескладне управління, що дозволяє експлуатувати моторний човен людям, які не мають спеціальної освіти;
- Можливість зберігання моторного човна на березі, а не на плаву біля пірсу, що збільшує термін служби човна (легкий та міцний корпус не зминається і дозволяє витягати човен на берег зусиллями двох чоловік);
- Можливість вибору та швидкої заміни підвісного мотора;
- Коштовний мотор можна зняти й зберігати у надійному місці;
- Відносно висока швидкість ходу;
- Можливість безпечної стоянки біля непідготованого берега;
- Можливість перевезення легковим автомобілем (на спеціальному причепі).

Недоліки:
- Мала вантажопідйомність, невеликий обсяг житлової зони;
- Невисокі морехідні якості;
- Менша економічність підвісних двигунів у порівнянні зі стаціонарними, які встановлюються на катерах.

## Типи моторних човнів

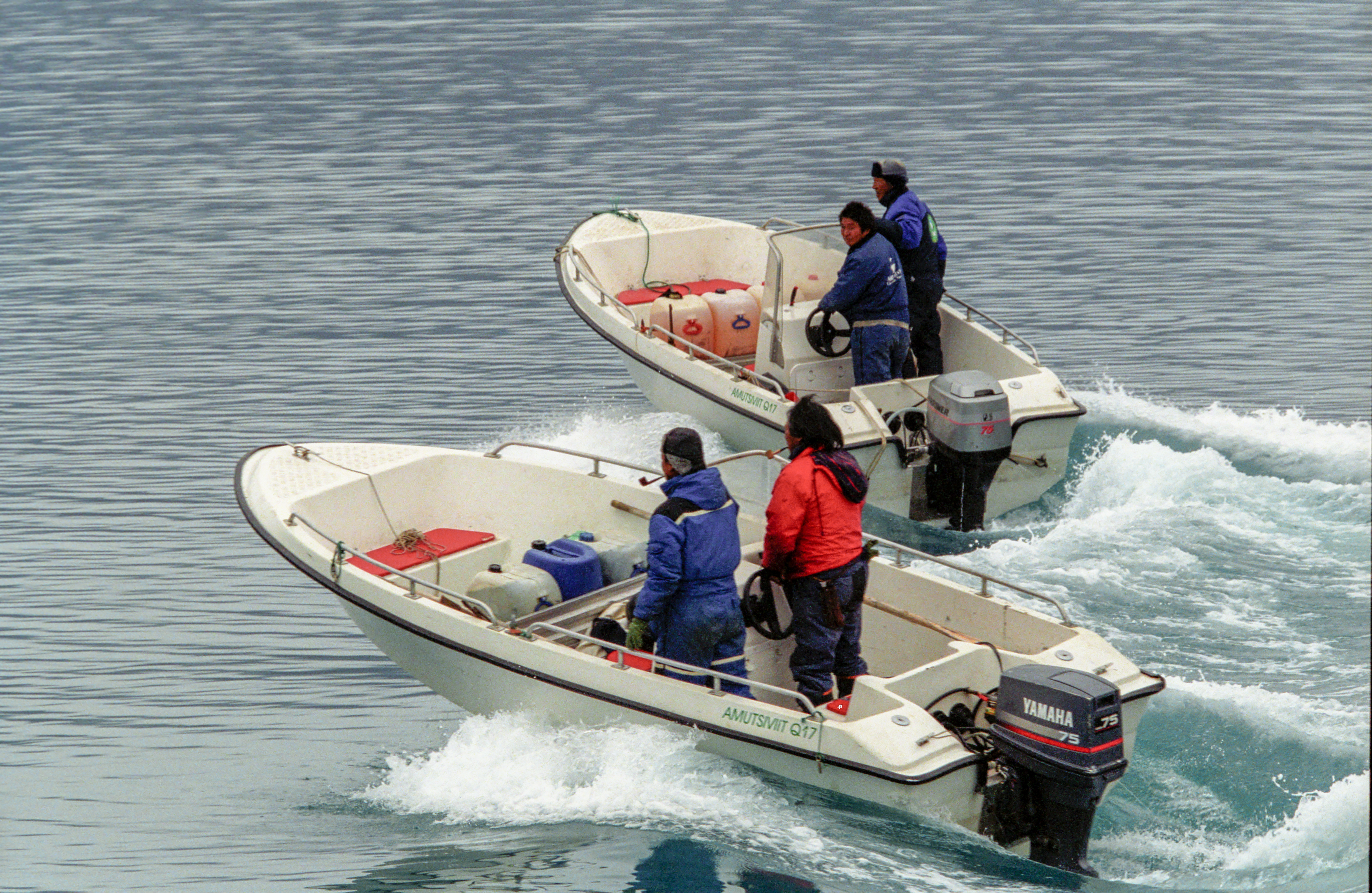

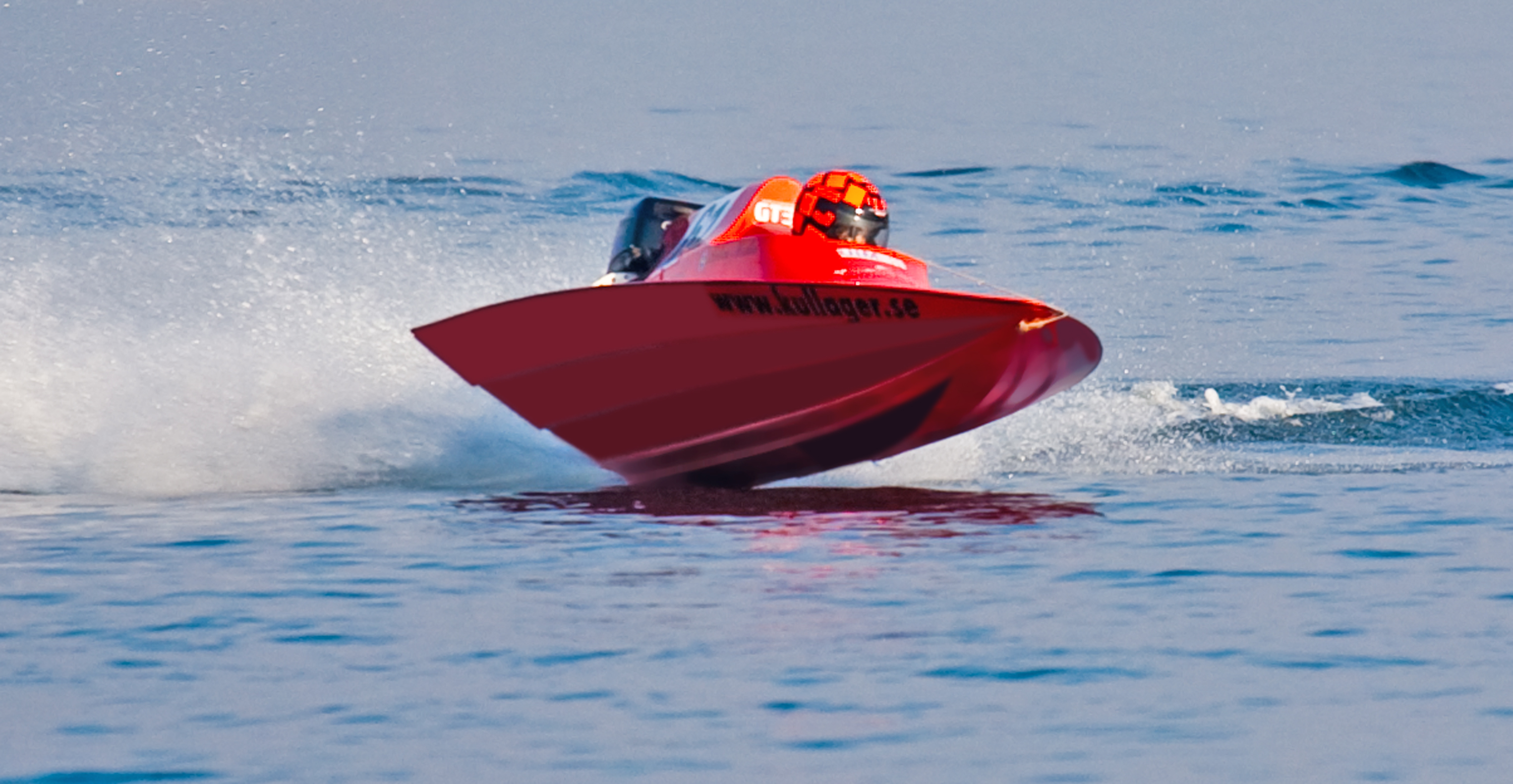
Спортивний човен

- Транспортні й господарські човни — ці човни мають найбільший обсяг і вантажопідйомність. Швидкість ходу є відносно невисокою. На такі човни встановлюються спеціальні підвісні двигуни невеликої потужності, обладнані вантажними гребними гвинтами чи стаціонарні двигуни. Застосовуються для перевезення вантажів і пасажирів на невеликі відстані, для риболовлі, для виконання робіт з обслуговування навігаційних знаків, для лісосплавних робіт. Матеріал корпусу таких човнів — дерево чи сталь. В СРСР серійно випускались човни типів ЛЛ (лісосплавний човен), ОЛ (обстановочний човен), ПЛ (переправний човен).
- Транспортні й туристичні човни — ці човни мають велику вантажопідйомність та відносно великий обсяг. Обводи корпусу забезпечують рух в режимі глісирування. Човни обладнуються відносно потужними підвісними моторами, в СРСР це були «Нептун»(18—25 к.с.), «Вихрь»(20—30 к.с.), «Ветерок»(8—12 л.с.), «Москва». Призначені для перевезення пасажирів та їхнього багажу на великі відстані (туристичні походи тощо). В СРСР випускались човни типів «Сарепта», «Прогресс», «Прогресс2», «Прогресс2М», «Прогресс3М», «Прогресс4», «Днепр», «Южанка», «Крым», «Казанка-5». Корпус таких човнів виконується з легких металів (алюміній, алюмінієво-магнієві сплави). Човни обладнуються тентом, веслами, вітровим склом, відсіками для багажу.
- Роз'їзні човни — ці човни мають відносно невеликі розміри й мала вага. Обводи корпусу забезпечують рух в режимі глісирування під час використання моторів середньої потужності. Призначені для поїздок 1—3 людей без багажу на невеликі відстані: риболовля, полювання, господарські поїздки, обслуговування суден, що стоять на рейді, земснарядів. Корпус таких човнів виконується з легких металів (алюміній, алюмінієво-магнієві сплави). В СРСР випускались човни типів «Казанка», «Южанка», «Днепр», «Обь», «Сибирячка».
- Надувні човни — човни мають борти з гнучкого матеріалу, що набувають необхідної форми під дією тиску повітря, що в них накачуються. Застосовуються у тих випадках, коли човен необхідно доставити легковим транспортом. Використовуються для риболовлі, полювання, під час виконання пошуково-рятувальних операцій. Для встановлення мотора човни обладнуються жорстким транцем. Надувні моторні човни популярні серед міського населення.
- Спортивні човни — призначені для участі у змаганнях з водно-моторного спорту. Мають мінімальні габарити, вагу та спеціальні обводи корпусу, що забезпечують високу швидкість руху. Спортивні моторні човни будуються відповідно до вимог технічного регламенту водно-моторного спорту й поділяються на класи.